# Morskogen Station
Morskogen Station (Morskogen stasjon) er en tidligere jernbanestation på Dovrebanen, der ligger ved området Morskogen i Eidsvoll kommune i Norge.
Stationen blev oprettet 8. november 1880, da banen mellem Eidsvoll og Hamar stod færdig. Oprindeligt hed den Ulvin, men den skiftede navn til Ulven i april 1894 og til Morskogen 1. maj 1903. Den blev fjernstyret 22. marts 1965 og gjort ubemandet 30. maj samme år. Betjeningen med persontog ophørte 1. juni 1980, hvorefter den tidligere station har fungeret som fjernstyret krydsningsspor.
Stationsbygningen, der er i to etager i gulmalet træ, blev opført til åbningen i 1880 efter tegninger af Peter Andreas Blix. I december 2015 blev banen omlagt ad et nyt tracé med dobbeltspor og tunnel. Den gamle tracé forbi stationsbygningen blev efterfølgende omdannet til vandre- og cykelsti. Banevogterboligen benyttes nu som turisthytte for Hamar og Hedemarken turistforening.